# Karaisalı
Karaisalı ist eine Stadt und ein Landkreis in der Provinz Adana in der Türkei. Karaisalı liegt 50 Kilometer nördlich der Provinzhauptstadt Adana. Seit einer Gebietsreform 2013 ist die Gemeinde flächen- und einwohnergleich mit dem gleichnamigen Landkreis. Die Einwohnerzahl beträgt 22.997 (Stand: Ende 2025).

## Lage
Die kleine türkische Kreisstadt Karaisalı in der türkischen Provinz Adana liegt am Übergang des tertiären Hügellandes der oberen Çukurova (Yüreğir Ova) in den Kilikischen Taurus nordwestlich des Provinzzentrums auf einer Höhe von 241 m (Zentrum). Der Kreis Karaisalı ist von den Kreisen İmamoğlu im Osten, Çukurova und Sarıçam im Süden, Tarsus und Pozantı im Westen und Aladağ im Norden umgeben und hat eine Fläche von 1165 km². Der Fluss Seyhan Nehri bildet die östliche Grenze des Landkreises. Eğlence, Körkün, Çakıt Çayı und Üçürge sind perennierende Flüsse, die in den Seyhan münden. Staudämme am Üçürge (Nergizlik Barajı) und am Seyhan (Çatalan Barajı) decken den Trinkwasserbedarf der Region, speziell den von Adana.

## Klima und Vegetation
Die Region Karaisalı zeigt alle Merkmale eines mediterranen Klimas. Die Sommer sind heiß und trocken, die Winter warm und regnerisch. Der Niederschlag wird im Allgemeinen durch Steigungsregen und mobile Luftmassen verursacht. Die durchschnittliche Niederschlagsmenge beträgt 917 mm im Jahr. Besonders in der Sommersaison herrscht feuchtes heißes Wetter. Die jährliche Durchschnittstemperatur beträgt 18,3 °C. Der kälteste Monat ist der Januar (8,82 °C im Mittel), der heißeste Monat ist der August (27,5 °C im Mittel). Die durchschnittliche Höchsttemperatur liegt bei 24 °C und die durchschnittliche Tiefsttemperatur bei 13,9 °C. Entsprechend zeigt auch die Vegetation die Merkmale des mediterranen Klimas. An Orten mit geringer Höhe ist Macchia verbreitet, die wegen ihrer Fülle an Myrte von den Einheimischen Murtçu genannt wird. In höheren Lagen existieren degradierte Wälder aus Eichen, Kızılçam (Pinus brutia), Wacholder und Zedern zusammen mit Macchiebeständen. Dürre und die Länge der Sommersaison beeinträchtigen die Vielfalt der Vegetation.

## Ältere historische Schlaglichter
Den wenigen greifbaren Informationen zufolge begann die Entwicklung der Stadt Karaisalı im Laufe des frühen 19. Jahrhunderts. Mit der Besiedlung der Region durch seldschukische Türken aber kam für den Siedlungsplatz bereits deutlich vorher der Name "Çeceli" auf. Er stammte von den Nachkommen der Nomadenführer der Ramazanoğulları und Menemencioğulları aus der Yüreğir-Ebene, die diese Region bereits früh besiedelt hatten:
Als Grenzmark zwischen Byzanz und islamischen Invasoren (Araber, Mameluken, Seldschuken, Turkmenen und Mongolen) war der Großraum der Çukurova (Cilicia campestris) zwischen dem 7. und 15. Jahrhundert ständig Kriegsschauplatz. Spätestens nach der Mongolenzeit (1256–1335, Reich der Ilchane) hatte ein Siedlungsverfall eingesetzt. Die Çukurova und benachbarte Gebiete verwandelten sich mit der Zeit in ein riesiges Winterweidegebiet eindringender nomadischer Stämme. Etwa seit dem 14. Jahrhundert befand sich die Küstenebene in der Hand der Ramazanoğlu-Turkmenen.
In den 1340er Jahren hatte die Dynastie der Mamluken (aus Kairo) mit Unterstützung nomadischer Kämpfer den Ceyhan-Fluss und sein Umland erobert. Die Armenier (Klein-Armenien, Sitz in Kozan/Sis, Çamlıyayla/Namrun, Anavarza/Anazarbos) waren besiegt. Zehn Jahre später standen die dortigen Turkmenen unter der Herrschaft von Ramazan, dem Sohn eines Yürükenbeys der Ramazanoğulları (Söhne/Nachkommen des Ramazan). Ramazan Bey ließ sich in Çaldağı im Norden des heutigen Dorfes Camili (Provinz Mersin) nieder und wurde 1352 mit Zustimmung des ägyptischen Mameluken-Sultans Türmen zum Herrscher (Emin) der Region Adana bestimmt. 1360 eroberte er die Stadt Adana. Unter seinen loyalsten Männern war damals unter anderem der Kämpfer Kara-İsa. Nachdem dieser die Burg "Annaşa" in einem schwierigen Kampf erobert hatte, machte er sie zum Zentrum seiner Eroberungszüge und erhielt den Kızıldağ und Umgebung als Sommerweide. Annaşa Kalesi, eine spätbyzantinische Verteidigungsburg im Bereich der Kilikischen Pforte 20 km nordwestlich von Karaisalı und 5 km südöstlich von Pozantı, dominiert das Becken von Pozantı auf 1800 m Höhe östlich der Autobahn Pozantı-Ankara am nördlichen Eingang des Çakıt-Çayı-Durchbruchs durch den Taurus. Die entsprechende Region wurde nach Kara İsa benannt: Karaisalı. Neben der Gefolgschaft des Stammesführer Kara İsa Bey lebten dort auch Stämme der Dündarlı, Hacılı und Bulgarian. Hamza Bey, Sohn von Kara İsa, erklärte 1427 dem Mamlukensultan in Kairo ebenfalls seine Loyalität. Sein Sohn Sevindik Bey stand um 1530 an der Spitze des Stammes. In Dokumenten des osmanischen Archivs wird im Sandschak Adana (Deed-Tahrir, Steuerregister für die Jahre 1520–1550) für 1526 über die soziale und wirtschaftliche Situation Karaisalıs ausführlich berichtet. Darin werden die „Gemeinden“ (obalar = Lager der Nomaden) in Karaisalı aufgelistet:
Mustafalı, Tekehacılı, Uçar, Murculu, Köşkerli, Toraşan, Çomaklı, Köçekli, Aşıksarılı, Diğerköpekli, Aldoshacılı, Nureddin-Yapakoğlu, Çömelek, Elcik, Orkudaşık, Alibeyli, Ulukeçi, Turgudlu, Sarıçobanlı, Şeyhmehmedli, Kesik, Bayramlık, Mutanlı, Babasıoğlu, Albaşlı, Oruçbeyli, Keçili, Avcıhacılı, Bektaşlı, Botuklu, Yapallıoğlu, Arabhasanlı Dönarslan, Şeyhhacıhalife, Kerceoğlanları, Karaisalı, Kenger, Kaşıkcılar, Salur, Karacaisalı, Köldüğün, Uzadan, Sarıçobanlı, İsakocalı, Emirilyaslı, İlenekli, Heceli, İlhanlı, Turhanlı, Kesrici, Çomaklı, Kuli, Canikler, Kızanlı, Tırnak.
Damals gab es in Karaisalı 73 Nomadenlager mit 1956 Haushalten (Familien). Die Bevölkerung des Zentrums und der Dörfer von Karaisalı betrug fast 100.000 Menschen. Darunter waren 1834 türkische und nur noch 162 christlichen Familien. Die ehemals christlich (armenische) Bevölkerung der Region Karaisalı war bereits im 16. Jahrhundert zu 90 % islamisch (türkisch). Im Sancağı Mufassal Defter von Adana aus dem Jahre 1572 werden Karaisalı-Nomaden und ihre Zweige (obas) im Karaisalı-Distrikt dem Namen nach genannt:
İsa, Kocalı, Emirilyaslı, Çeçeli, Günece, Yardımşahlı, Abdalanoğlu, Kararnandepeli, Alhanlı, Kestel, Göçerili, Çömelek, Hatibli, Ebiga, Gerce, Şeyhmehmedli, Yayasalı, Yahyaoğlu, Köşkerli, Kırtoy, Avcıhacılı, Alibeyli, Yapallı, Yahşihanlı, Dönarslan, Bunsuz, Ulukeçi, Lala, Canikler, Karacaisalı, Umurlu, Sarıçobanlı, Bayramlı, Eğlenceli, Urunguş, Bektaşlı, Yargı, Emelcik, Balabanlı, Gümeç, Salur, Gerdekli, Arabhasanlı, Furatlı, Uzadan, Örküdşeyh, Koğaşar, Alibeyli.
In Karaisalı gab es damals zudem viele Felder (mezra), was auf Halbnomadismus mit partiellem Feldbau hinweist. Das „Zuhause“ der Çeçili von Karaisalı ist heute das Stadtzentrum der Stadt Karaisalı.

## Karaisalı im 19. Jahrhundert
Der aktuelle Name des Distrikts ist Karaisalı. Im Jahre 1835 wurde in einem Dorf namens Çecili eine Kreisverwaltung für die Region Karaisalı eingerichtet. Aber bereits vorher (1811) wird in der Region ein Kadilik (Kazalik = Gerichtsbezirk/Kreis) Karaisalı mit einem Richter (Kadi), Wasserverteilungsbeamten (Subaşı = auch städtischer Oberinspektor) und hohem Regierungsbeamten (Woiwoda) erwähnt. Somit muss bereits vorher ein anderes Kreiszentrum innerhalb der Region bestanden haben. Schaffer berichtet sowohl über Çecili als beliebte Sommerfrische (Yayla) für die Stadt Adana in 280 m Höhe am Fuß des Gebirges, aber auch über ein Dorf „Kara İsseli“ (Karaisalı liegt auf 280–350 m Höhe) nördlich von Mersin, erwähnt aber für beide Orte keine Kreisverwaltung. Nach der von ihm vermerkten Lage ist „Tschedschili“ mit dem rezenten Karaisalı identisch. Tschihatscheff platziert 1853 an der Stelle des heutigen Karaisalı einen Ort „Melemendji-Oglu“ und beschreibt gleichzeitig einen Yayla-Ort „Kızıldağ“ für die Stadt Adana in 1691 m Höhe, in dem im Sommer 1853 1500 Familien des „Afscharenstammes Menemendji“ mit einem Kaimakam (Landrat, höchster Beamter im Kreis) lebten. In dieser Region hatten die Menemenci-Nomaden eindeutig im 19. Jahrhundert die Sommerweideplätze für ihr Vieh. Während des restlichen Jahres waren sie um Karaisalı anzutreffen. Cuinet nennt den Marktflecken „Kara-Hissalou“ oder „Tchédjéli“ 1892 klar als Kazazentrum im Sandschak Adana mit 500 Einwohnern. Beide Orte sind also fraglos identisch.
Nach dem Provinzjahrbuch von Adana allerdings wurde Karaisalı erst nach 1920 als „İlçe“ (= Kaza = Kreis) etabliert. Möglicherweise wurde dem Ort Karaisalı zur Jahrhundertwende die Funktion als Kreisstadt vorübergehend entzogen. Das Provinzjahrbuch vermerkt allerdings auch, dass in früheren Zeiten der Ort Hacılı Köy Verwaltungsmittelpunkt war, von dem im Laufe des frühen 19. Jahrhunderts die Kreisverwaltung der Region Karaisalı auf das Dorf Çecili übertragen wurde: Hacılı ist heute ein unbedeutendes Nest mit 386 Einwohnern (1970) im Kreis Karaisalı. Hacılı wird bereits Ende des 16. Jahrhunderts (1572) erwähnt als Nahiye (Amtsbezirk) im Liva (Sandschak) Adana. Gleichzeitig existiert aber auch ein Nahiye „İsa Hacılı“ westlich davon, das zugleich auch die Bezeichnung Karaisalı (Kara İsalı) trug. Çecili wird bereits im 13. Jahrhundert erwähnt.
Neben der Viehzucht wurde in einer Art Halbnomadismus Feldbau betrieben. Echte Dörfer (Kariye) gab es im gesamten Sancak Adana damals nur 48 und im Nahiye Karaisalı lediglich "Wohnplätze" von 78 Stämmen mit etwa 80–90.000 Stück Vieh (Ziegen) und etwas Ackerland. Ob Orte wie Çecili, Karaisalı und Hacılı bereits feste Gebäude hatten oder eher Zeltlager waren, ist nicht bekannt, auch wenn die Feldarbeit eine partiell sesshafte Lebensweise erforderte. In diese Periode fällt auch die „Ansiedlung“ der Karaisalı-Stämme. Danach schweigt für etwa zwei Jahrhunderte die Überlieferung.
Als Folge der Celali-Aufstände (1591–1611) gegen die geschwächte osmanische Zentralgewalt hatte sich in vielen Landesteilen verstärkt Unsicherheit unter der sesshaften Bevölkerung breitgemacht. Unzählige Siedlungen fielen wüst, die Bewohner zogen sich in die größeren Städte zurück, und der Ackerbau wurde häufig aufgegeben. Weitere nomadisierende Gruppen waren daraufhin in die Çukurova geströmt – vermutlich auch die Menemenci-Oğulları. Versuche, die Nomaden zur Wende vom 17. zum 18. Jahrhundert zur Ansiedlung zu bewegen, scheiterten zumeist an ihrer kriegerischen Reaktion. In unabhängigen Derebeyliks (Derebey = Talfürst) in den Talschaften der Gebirge entzogen sie sich staatlicher Gewalt und Kontrolle und damit der festen Niederlassung. Die bisher noch partiell sesshafte Lebensweise wurde zunehmend zugunsten einer vollnomadischen aufgegeben. Die Çukurova wurde zu einem nahezu reinen Winterweidegebiet. Die Region von Karaisalı beherrschte im 19. Jahrhundert ein Derebey der Menemenci-Oğulları, der als Kaimakam (1835) die türkische Oberhoheit bis zu einem gewissen Grad anerkannte.
Zum Teil aufwendig und blutig verlief die erzwungene Aufgabe des Nomadismus und die Zwangsansiedlung der Stämme in der Çukurova. Für Karaisalı dürfte der Ansiedlungs-Prozess vergleichsweise harmlos verlaufen sein, denn der Ort, der seit dem 18. Jahrhundert unbewohnt gewesen war, wurde bereits um 1825 wieder zu einem festen Dorf. Bis auf eine kurze Unterbrechung zu Anfang des 20. Jahrhunderts war Karaisalı seit 1835 Kreiszentrum im Vilâyet Adana. Der an sich nie bedeutende Ort besaß als Siedlungsplatz für die Nomaden durch seinen Reichtum an Quellen Attraktivität. Das spiegelt sich in einigen Viertelnamen wie Selampınar und Karapınar (pınar=Quelle) wider. Zudem liegt der Ort an einem größeren Gewässer, das aus dem Taurus kommend dem Çakıt Çayı zufließt. Anreiz zur Aufnahme ackerbäuerlicher Tätigkeit bot zudem das Bodengesetz von 1858, wodurch das ehemalige Staats-Pacht-Land (Miri) per Erwerb in echten privaten Grundbesitz (Mülk) überführbar wurde.

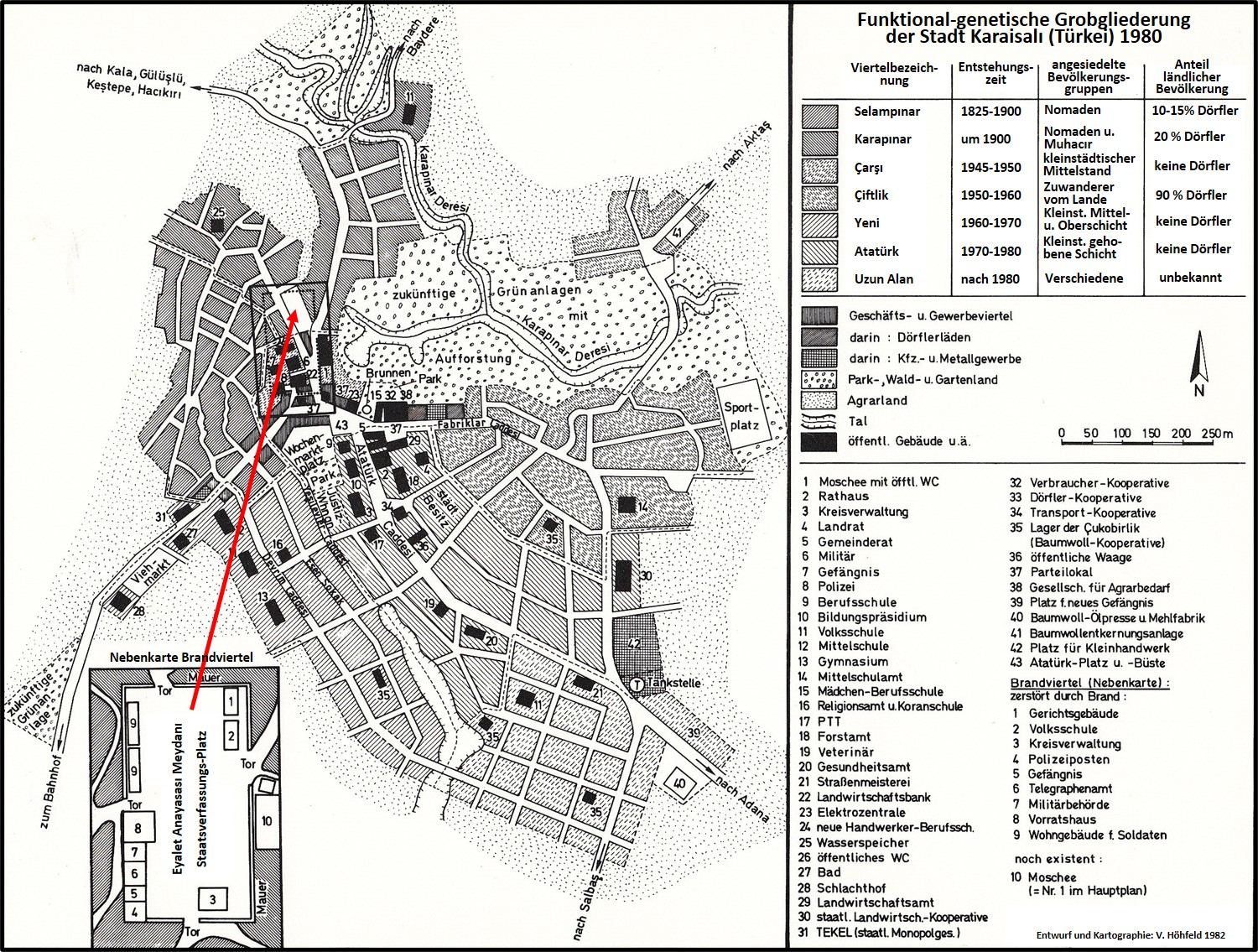
Diese Karte zeigt die historisch-genetische Viertel-Strukturierung von Karaisalı zum Zeitpunkt 1980.

## Strukturierung seit dem 19. Jahrhundert
Im Zusammenhang mit der staatlich gelenkten Ansiedlung sind für Karaisalı drei Bevölkerungsgruppen auffällig: Nomaden, Flüchtlinge und Zuwanderer vom Lande. Ihr sukzessiver Zuzug spiegelt sich in verschiedenen Stadtvierteln anhand der Funktionen und an der sozialen Zusammensetzung ihrer Bewohner in sechs Entwicklungsphasen wider, die die Stadt seit ihrer Gründung durchlaufen hat:
1. Die erste Phase war eine staatlich gelenkte Ansiedlung von Nomaden und erfolgte in zwei Abschnitten. Die erste Siedlerwelle rekrutierte sich aus Nomaden: Um 1825 aus Menemenci-Gruppen, die zweite ab 1865 aus Akçalı-Familien[19], deren Nachkommen noch heute im Viertel „Selampınar“ am westlichen Anstieg zu den Ausläufern des Kızıldağ leben, wo sich die ersten Siedler damals niederließen. Insgesamt ging der Ansiedlungsprozess in diesem Gebiet relativ zügig vor sich, so dass Karaisalı am Ende des 19. Jahrhunderts bereits Kreiszentrum über 88 Dörfer war, während der Ort selber nur 500 muslimische Einwohner hatte. Als Berufsgruppen wurden Bauern oder Holzhändler genannt (von dem 282.154 ha großen Gebiet sind 70 % mit Wald angegeben[6]). Von Viehzucht im Sinne des Nomadismus ist damals schon keine Rede mehr.[11]
2. In einer zweiten Phase etwa ab 1900 entstand ein weiteres Viertel (Karapınar) westlich an die erste Siedlungszelle anschließend mit Gruppen politischer Rückwanderer aus dem Balkan und einigen ehemaligen Nomadenfamilien. Auch sie waren Landwirte oder Handwerker, seltener Geschäftsleute. Die Zahl der Bewohner Karaisalıs stieg dadurch bis 1927 auf 720 und bis 1940 auf etwa 1000 Einwohner.
3. Im Laufe des 19. und frühen 20. Jahrhunderts bildete sich – eingerahmt von den ersten beiden Siedlungszellen – ein Ortszentrum heraus. Dieser alte städtische Kernkomplex ist heute nicht mehr vorhanden. Er fiel 1944 einem Großbrand zum Opfer, und das Areal wurde in anderer Weise überbaut, seine Strukturen konnten aber rekonstruiert werden. Es handelte sich dabei um ein typisches Verwaltungsviertel der Kasaba (Kleinstadt) Karaisalı aus der osmanisch-republikanischen Übergangsperiode bis ins frühe 20. Jahrhundert: Die rechteckige Anlage war in etwa Nord-Süd ausgerichtet. Um einen großen zentralen Platz gruppierten sich alle damals notwendigen Gebäude und Institutionen der öffentlichen Hand. Aus Sicherheitsgründen war der gesamte Trakt auf allen vier Seiten ummauert. Er diente zum einen als Camp und Exerzierplatz für die dort stationierten Soldaten, zum anderen dem Wochenmarkt, der vorher nicht selten außerhalb der Orte abgehalten wurde und der so unter dem Schutz des Militärs wesentlich sicherer war. Der Zugang zu den Wohnvierteln Selampınar und Karapınar bzw. zu den umliegenden Dörfern erfolgte über Tore im Norden, Osten und Westen. Ein Südtor führte auf den Weg nach Adana. Das erste Gebäude dieser Anlage war eine Moschee (aus dem 19. Jahrhundert) knapp außerhalb oder direkt an der Mauer neben dem Osttor, die auch den Brand überstanden hat. Alle anderen Bauten gruppierten sich innerhalb des ummauerten Geländes, das nach 1923 die Bezeichnung „Kuvva-i-MiIliye Meydan“ (Platz der Staatsverfassung) erhielt. Erste öffentliche Gebäude waren innerhalb der Anlage zusammen mit der Sicherungsmauer bereits um 1835 entstanden, als zur fiskalischen und administrativen Erfassung, zur Demonstration staatlicher Macht und zur nachdrücklichen Überwachung der Siedlungsvorgänge eine Kreisverwaltung eingerichtet wurden: Landrats-Amtshaus (Konak), MiIizstation und Gefängnis. Gendarmerie, Telegraphenamt und Vorratshaus folgten im Laufe des 19. Jahrhunderts. Volksschule und Gerichtsgebäude kamen erst nach 1923 hinzu. Ein fester Geschäftsteil (Çarşı) entwickelte sich erst nach und nach mit zunehmender Sicherheit vor dem Südtor, wo er auch heute noch zu finden ist. Nach der Brandkatastrophe von 1944 legte man dort einen neuen Geschäftsteil an, bei dem ein regelmäßiger Grundriss klar erkennbar ist. In den restlichen Vierteln, die zum Teil an den Hangpartien liegen, besteht aus orographischen Gründen eine solche Regelmäßigkeit nur partiell. In einer lichten Streuung entstanden um diese Neuanlage modernere Wohnhäuser überwiegend einzelnstehend in kleinen Gärten. Nur an der Hauptstraße zeigte sich eine Tendenz zur baulichen Verdichtung.
4. Den nächsten Bevölkerungszuwachs zwischen 1950 und 1960 brachte wiederum ein neues Viertel, „Çiftlik Mahalle“ (Gehöft-Viertel). Der Name ist für Herkunft und Berufszugehörigkeit der zugezogenen Siedler bezeichnend. Die ca. 700 Personen starke Neusiedlergruppe rekrutierte sich zu 90 % aus ländlichen Zuwanderern von den Dörfern der näheren Umgebung und dem nördlichen Gebirgshinterland. Sie betonten ihre Trennung von der eigentlichen Stadtbevölkerung dadurch, dass sie einen eigenen Gewerbeteil mit speziellen "Dörferläden" zwischen ihrem Wohnquartier und dem Çarşı anlegten, wo sie bei Leuten aus der eigenen Herkunftsregion einkauften, ihre Reparaturen durchführen oder ihre Tiere beschlagen ließen. Vielen von ihnen diente die Kleinstadt lediglich als Sprungbrett für ihre Abwanderung in das nahe Industriezentrums Adana.
5. Das zeigte sich mit der Entwicklung des nächsten Stadtviertels, das – trotz eines starken Bevölkerungsschwundes zwischen 1960 und 1970 infolge starker Abwanderung nach Adana – in den 60er Jahren entstand: Yeni Mahalle (neues Viertel). Der Zuzug dörflicher Umlandbevölkerung war beendet. Nach einer Bevölkerungsspitze von 1814 Einwohnern (1965) war die Zahl beträchtlich rückläufig auf 1643 Einwohner (1970), da der Ort gegenüber den wichtigen Industriestandorten stark an Attraktivität eingebüßt und Landflüchtige auf den Umweg über Karaisalı verzichteten. Die Bewohner des neuen Viertels rekrutierten sich direkt aus der Stadtbevölkerung selbst: Besser gestellte Familien nutzten dortige moderne Wohnmodalitäten, zogen aus älteren Ortsteilen ins neue Viertel um und machten dieses zum Wohnquartier des gehobenen Mittelstands, das mit Imam- und Koranschule, moderner Volks-, Mittel- und Oberschule zugleich das „Bildungszentrum“ des Ortes wurde.
6. Die Entwicklungsphasen Karaisalıs nach 1970 sind gekennzeichnet zunächst durch Bevölkerungsstagnation, aber Modernisierung des Ortes. Ein Teil der alten Läden wurde abgerissen und durch moderne Boxenzeilen ersetzt. Am südlichen Ortseingang, wo die inzwischen befestigte Straße von Adana den Ort erreicht, wuchs im Anschluss an das Gewerbeviertel das Atatürk Mahalle mit modernen Verwaltungsbauten für Kreisverwaltung, Rathaus, Forstamt, Bildungspräsidium und Volksbildungszentrum. Stadtauswärts entstanden Gesundheitszentrum, Straßenbaumeisterei, Tankstellen sowie Ansätze eines gehobenen Wohnviertels mit dem Haus des Landrats. Jüngste Ausbauten der Stadt erfolgen seit etwa 1980 im Viertel Uzun Alan (weiter Platz) in Richtung auf Salbaş und Adana.

## Situation in und nach den 1980er Jahren
Obwohl inzwischen in Karaisalı eine relativ annehmbare Infrastruktur existierte (Trinkwasserversorgung seit 1966, Elektroanschluss seit 1970) und vor allem im sozialen und kulturellen Bereich manches verbessert wurde (kleines Gesundheitszentrum, mehrere Volksschulen, Berufs-, Mittel- und Oberstufe), sind Stadt und Umland überwiegend agrarisch geprägt. Eine damals noch schlechte Straße, die nicht einmal durchgehend eine Asphaltdecke trug, verband 1980 den Ort mit Adana, der alten Provinzstadt im Süden.
Vor allem wegen der Nähe dieses und anderer bedeutender Industriezentren (Mersin, Tarsus, Ceyhan, Osmaniye) inmitten einer blühenden Agrarlandschaft hat sich Karaisalı als Mittelpunkt eines strukturschwachen Raumes kaum entwickelt. Noch 1980 verfügten von 100 Dörfern im Kreis Karaisalı nur 50 über passable Trinkwasseranlagen, nur neun über ausreichende Elektrizitäts-Versorgung. Eine Kanalisation fehlte völlig. Auch in der Stadt war sie erst im Bau oder geplant. 22 Dörfer der Umgebung verfügten noch nicht über einen Straßenanschluss. Drei kleine "Industriebetriebe" zur Verarbeitung landwirtschaftlicher Produkte blieben ohne wirkliche Bedeutung. Die Bevölkerungsdichte der Region lag mit 16 Einwohner je km² ausgesprochen niedrig – gemessen an Nachbarkreisen wie Kozan (49 Ew./km²) oder Ceyhan (81 Ew./km²). Als einzige Kreisstadt in der Provinz Adana verzeichnete allein Karaisalı damals eine deutliche Abnahme der Bevölkerung (1965: 1814 Einwohner, 1970: 1643 Einwohner). Erst danach, bis 1990, wuchs die Bevölkerungszahl auf über 7000, um anschließend weitgehend zu stagnieren (2011: 7494 Bewohner, darunter fallen allerdings auch Eingemeindungen von Nachbardörfern). Durch die Gebietsreform von 2013 mit Eingliederung umliegender Dörfer in den Stadtverband stieg die „Stadt“-Bevölkerung 2014 sprunghaft auf 21.682 Personen und betrug 2018 insgesamt 22.308 Personen. Dörfer gibt es demnach nicht mehr im Kreis, sondern nur noch Stadtteile (Mahalle), und nach der Prognose für 2023 nimmt die Bevölkerung im Kreis Karaisalı weiterhin ab (Gesamtbevölkerung 1985: 60.601 Ew., 2011: 22.701 Ew., 2018: 22.308 Ew., 2019: 21.948 Ew.), insbesondere die Landbevölkerung seit 1985 (Landbewohner 1985: 54.702 Ew., 2011: 15.207 Ew.).
Obwohl der Bezirk in der Nähe des Provinzzentrums liegt, gehört er gemessen an der sozioökonomischen Entwicklung zu den weniger entwickelten Bezirken der Region Adana/Mersin, die ohnehin zu den Regionen mit der höchsten relativen Armutsgefährdungsquote der Türkei zählt. Die Anzahl der Schüler pro Lehrer steht in der Region an letzter Stelle bei Indikatoren wie der durchschnittlichen Bildungsdauer und der Analphabetenquote, insbesondere bei der weiblichen Bevölkerung. Die Wirtschaft von Karaisalı basiert auf Land- und Forstwirtschaft sowie etwas Bergbau- und Steinbrucharbeiten. Aufgrund der geografischen Lage des Bezirks besteht der Lebensunterhalt in den Bergdörfern an den Hängen des Taurusgebirges im Norden aus Waldarbeit, Tierhaltung (Schafe und Ziegen) und Weizen- und Sonnenblumen-Kultivierung sowie etwas Gartenbau mit der Olivenproduktion. Erst weiter südlich in Richtung Çukurova-Ebene werden die landwirtschaftlichen Aktivitäten wirtschaftlicher.

## Sehenswürdigkeiten
Milvan Kalesi (röm. Burg) bei Karakılıç, wo 1815 eine siebenmonatige kriegerische Auseinandersetzung zwischen dem Vali von Adana und dem Menemenci-Stamm stattfand,
Kesiri Han (Bayrampaşa Karawanserei) bei Altınova am Ufer des Çakıt Çayı,
Varda Köprüsü (Gavurdere-Viadukt, historische deutsche Eisenbahn-Brücke von 1912) bei Hacıkırı, die höchste Eisenbahnbrücke in der Türkei.
Kapıkaya Kanyonu (20 km langer Kanyon des Çakıt Çayı, eines Nebenflusses des Seyhan Nehri) südlich von Kıralan.

## Persönlichkeiten
- Duran Kalkan, Kommandeur der PKK